# Corno (strumento musicale)
Il corno è uno strumento musicale a fiato che fa parte della famiglia degli aerofoni e della sottofamiglia degli ottoni con canneggio perlopiù conico. Viene anche chiamato corno francese anche se non ne è chiaro il motivo considerando che l'antenato dello strumento moderno, il corno naturale, non ha avuto origini nel paese transalpino, ma ha subito un'evoluzione un po' generalizzata in tutta Europa e veniva utilizzato prima come segnale di richiamo nelle battute di caccia e introdotto poi come strumento stabile nell'orchestra. Per questi motivi, dal 1971, l'International Horn Society ha suggerito il termine corno per antonomasia.
Il corno è lo strumento a fiato con la più ampia estensione di registro, sono infatti possibili, potenzialmente, 5 ottave piene.
Il corno, nella versione moderna più comune con suono fondamentale Fa1, presenta un canneggio conico (anche se nella parte iniziale è parzialmente cilindrico) lungo 3,894 m, avvolto a spirale e terminante in una campana molto svasata. La piccola imboccatura ha una sezione conica, contrariamente agli ottoni di tipo cilindrico (tromba, trombone, etc.) che utilizzano bocchini con sezione a tazza. I corni odierni hanno il bocchino separabile dal corpo dello strumento, in modo che ogni strumentista possa scegliere il modello di imboccatura che più gli aggrada. Il suono viene prodotto grazie alla vibrazione delle labbra appoggiate sull'imboccatura, così come avviene negli altri ottoni.
Lo strumento antico, chiamato corno naturale, era senza valvole e poteva produrre solo gli armonici naturali: per via della lunghezza del canneggio e delle ridotte dimensioni dell'imboccatura produceva gli armonici più acuti e quindi più ravvicinati tra loro.

I corni moderni possiedono una "macchina" con almeno tre valvole, azionate con la mano sinistra, che deviano l'aria in tubature aggiuntive e permettono di produrre tutte le altezze cromatiche. Molti corni possiedono valvole rotative azionate da leve ma alcuni, come il corno viennese, usano pistoni simili a quelli della tromba.
Si costruiscono corni singoli nelle tonalità di Fa, di Si♭, o Fa acuto (più raramente Mi♭ e Mi♭ acuto). Esistono però anche doppi (i più comuni, in Fa/Si♭), doppi "descant" (Sib/Fa acuto), e tripli (in Fa/Si♭/Fa acuto). I doppi e i tripli hanno una o due valvole supplementari, solitamente azionate dal pollice, che deviano l'aria verso il canneggio supplementare. 
In orchestra viene utilizzato come strumento sia melodico (con tanti spunti solistici) che armonico, grazie al suo particolare timbro che "lega" molto bene con gli altri suoni e può anche emergere facilmente; molti compositori dei periodi barocco, classico e romantico hanno dato importanti ruoli a questo strumento dal suono evocativo in campo sinfonico, cameristico ed operistico. Strumento "anfibio", i compositori lo hanno trattato sia come uno strumento appartenente al gruppo dei legni, sia a quello degli ottoni grazie alle sue molteplici qualità timbriche e sonore.
I musicisti che suonano il corno sono chiamati cornisti.
La posizione moderna dei cornisti prevede di utilizzare la macchina con la mano sinistra e di posizionare la mano destra, distesa e a dita chiuse, nel padiglione. La mano destra sorregge lo strumento ma può, cambiando di posizione, correggere l'intonazione, scurire il suono, ottenere l'effetto dello stoppato o della sordina (chiudendo la campana). Dato che l'inserimento della mano nella campana modifica la lunghezza della colonna d'aria, talvolta è necessario modificare la diteggiatura. L'effetto sordina rende il timbro molto particolare, nasale e ovattato, e può essere ottenuto anche con sordine di legno o di metallo da inserire nella campana.

## Storia

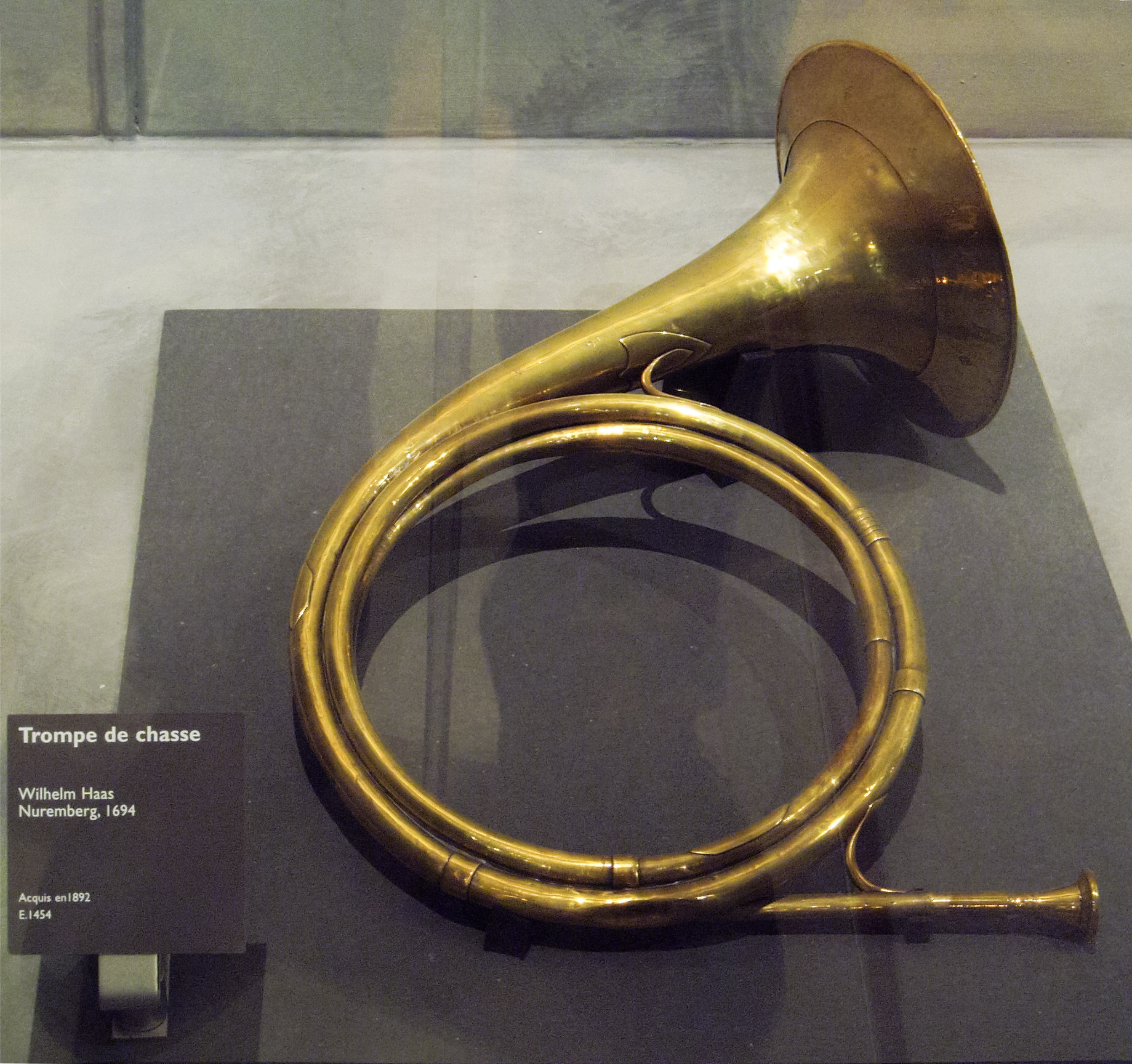
Corno da caccia – Wilhelm Haas, Nurember, 1694 – Parigi, Musée de la Musique

Gli antichi corni erano molto più semplici di quelli moderni. In principio, lo strumento si ricavava dalle corna del bestiame, tipicamente dai bovini e dai caprini.
All'inizio del XVII secolo, apparvero i corni naturali, detti abitualmente "corni da caccia", strumenti che appunto venivano suonati durante le battute di caccia. Essi consistevano in tubi metallici avvolti su se stessi diverse volte per essere più maneggevoli e terminanti con una larga apertura finale, detta "campana". Dalla parte dell'imboccatura invece si aveva il bocchino, che era parte integrante dello strumento. Il cornista teneva lo strumento afferrandolo nella porzione di tubo vicina all'imboccatura, con il resto del corno attorno al braccio, in modo che fosse sufficiente una sola mano per suonarlo e l'altra potesse tenere a freno il cavallo.

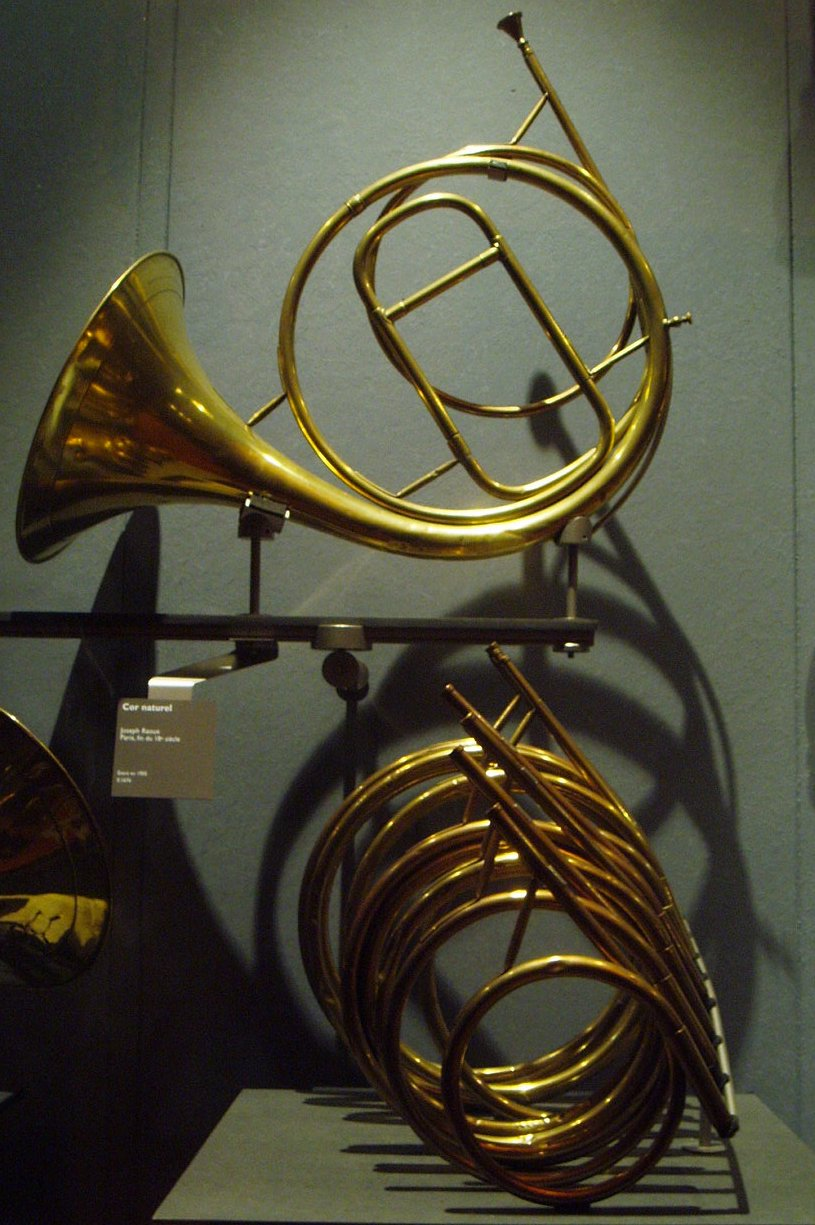
Corno naturale classico ad altezza variabile; in basso si vedono sei differenti canneggi che modificano l'altezza – Joseph Raoux, Parigi, fine del XVIII secolo – Parigi, Musée de la Musique

Il corno attirò l'interesse dei compositori e fu usato soprattutto per evocare atmosfere campestri ed immagini di caccia. Per poter eseguire composizioni in diverse tonalità, il cornista era costretto a possedere più strumenti, ciascuno dotato di "ritorte", cioè di porzioni di tubo aggiuntivo che modificavano l'intonazione di base dello strumento e quindi tutti gli armonici eseguibili. Inoltre, usando la mano nella campana, il cornista poteva ottenere altri suoni, dei quali i compositori si servirono largamente. Questi ultimi avevano un'evidente differenza timbrica con i suoni naturali. Per questo strumento, che tra armonici naturali e note artificiali si poteva considerare a pieno titolo "melodico", molti grandi compositori scrissero concerti, tra cui i celebri concerti di Mozart (K 412, K 417, K 447 e K 495).

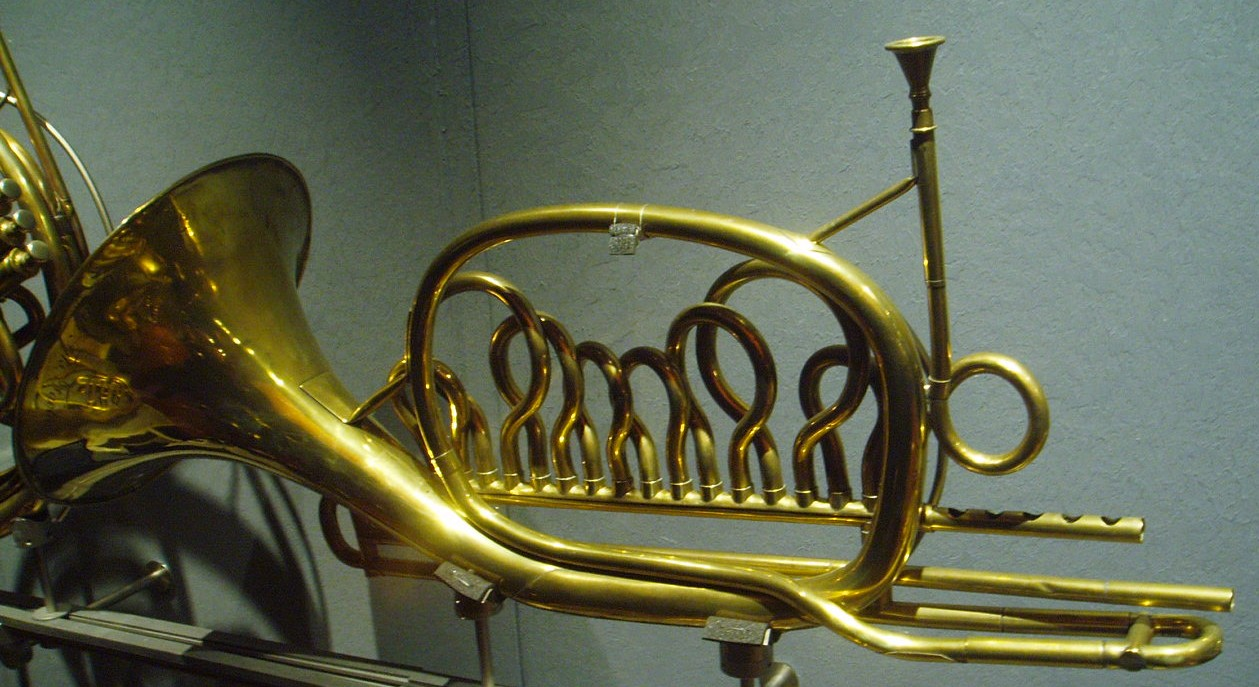
Corno "Omnitonique" – Jacques Charles Labbaye, Parigi, circa 1820 – Parigi, Musée de la Musique

Negli anni '20 del XIX secolo diversi costruttori di strumenti idearono meccanismi per rendere gli ottoni finalmente cromatici e riempire i "vuoti" presenti tra gli armonici naturali. Nel 1824 Charles-Joseph Sax (il padre di Adolphe Sax, inventore del sassofono), brevettò il suo "cor omnitonique" in cui le ritorte venivano attivate attraverso un cursore. Ma il passaggio chiave fu l'adozione dei pistoni o dei cilindri, intorno al 1835, anche grazie al cornista Luigi Pini. Con tre valvole rotative (inventate probabilmente da Joseph Riedlin nel 1832) si ottenevano sette possibili combinazioni che davano finalmente un sistema affidabile per suonare l'intera scala cromatica in tutta l'estensione. La stessa possibilità si poteva ottenere con i pistoni lineari, usati in Francia sul corno fino al primo Novecento, e coi doppi pistoni del corno viennese, tuttora in uso soprattutto a Vienna. 
Per la bellezza del timbro, il corno scelto per l'applicazione delle valvole fu quello in Fa e ancor oggi i corni sono "tagliati" in questa tonalità.

## Tipi di corno

Schema di corno doppio

- Il corno doppio si può considerare lo standard odierno. Combina un canneggio in Fa (lungo 3,894 m) ad uno in Si♭ (lungo 2,917 m). Questo permette di suonare più agevolmente nella zona acuta dello strumento, usata sempre più spesso dai compositori. Il prototipo di questo strumento risale al 1897 ad opera del costruttore tedesco Fritz Kruspe. Attraverso un quarto cilindro azionato dal pollice, il cornista può agevolmente passare dai suoni gravi e ricchi di armonici del corno in Fa a quelli più definiti e tipicamente più acuti del corno in Si♭. Data la grande estensione dello strumento, esso viene costruito in vari tagli o combinazioni a seconda delle esigenze dello strumentista.
- il corno singolo o in Fa, o in Si♭, o in Fa acuto a tre cilindri[1]: più leggero e maneggevole (talvolta avvolto anche più strettamente), usato per scopi didattici in caso del corno in Fa e di quello in Si♭; i corni in Fa acuto o in Si♭ acuto (questo in particolare estremamente raro), chiamati anche "descant horn", sono adatti all'esecuzione di brani dell'epoca barocca, e non solo, che richiedono l'uso del registro più acuto dello strumento. Una variante da parata del corno in Fa acuto è il mellofono, costruito con le fattezze della tromba per agevolarne l'uso nelle marching band;Corno semplice a pistoni ottocentesco Corno doppio marca "Besson-Lidl" BE702

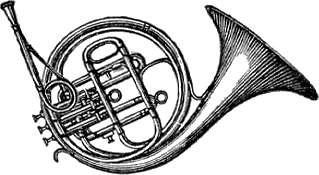
Corno semplice a pistoni ottocentesco

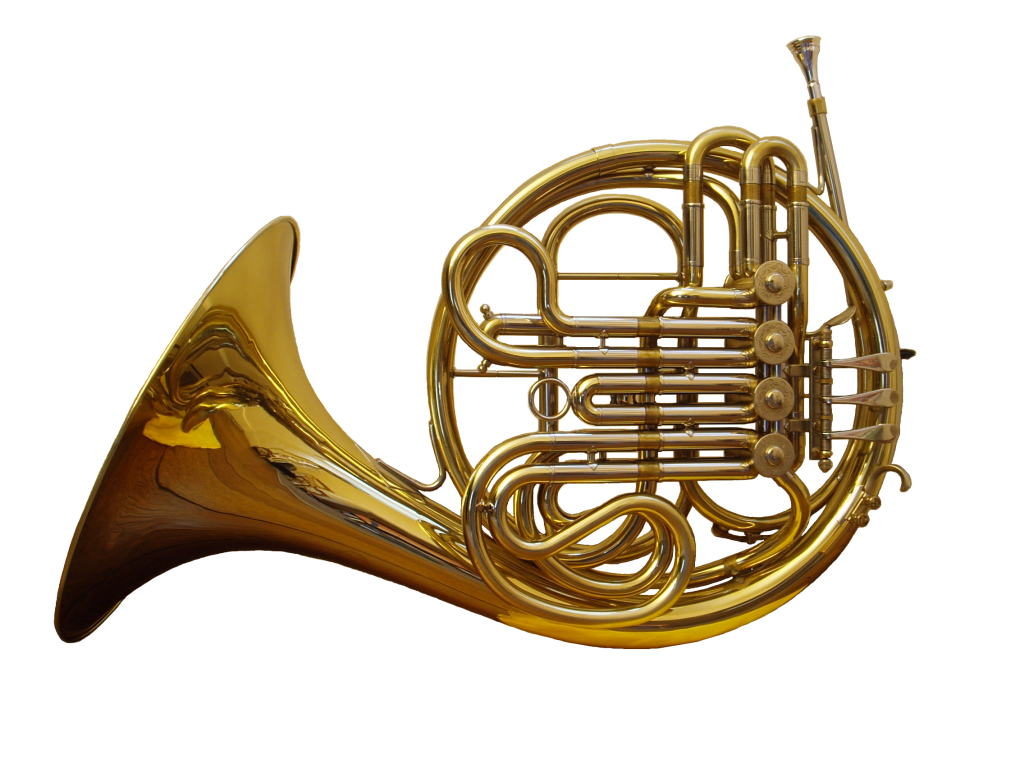
Corno doppio marca "Besson-Lidl" BE702

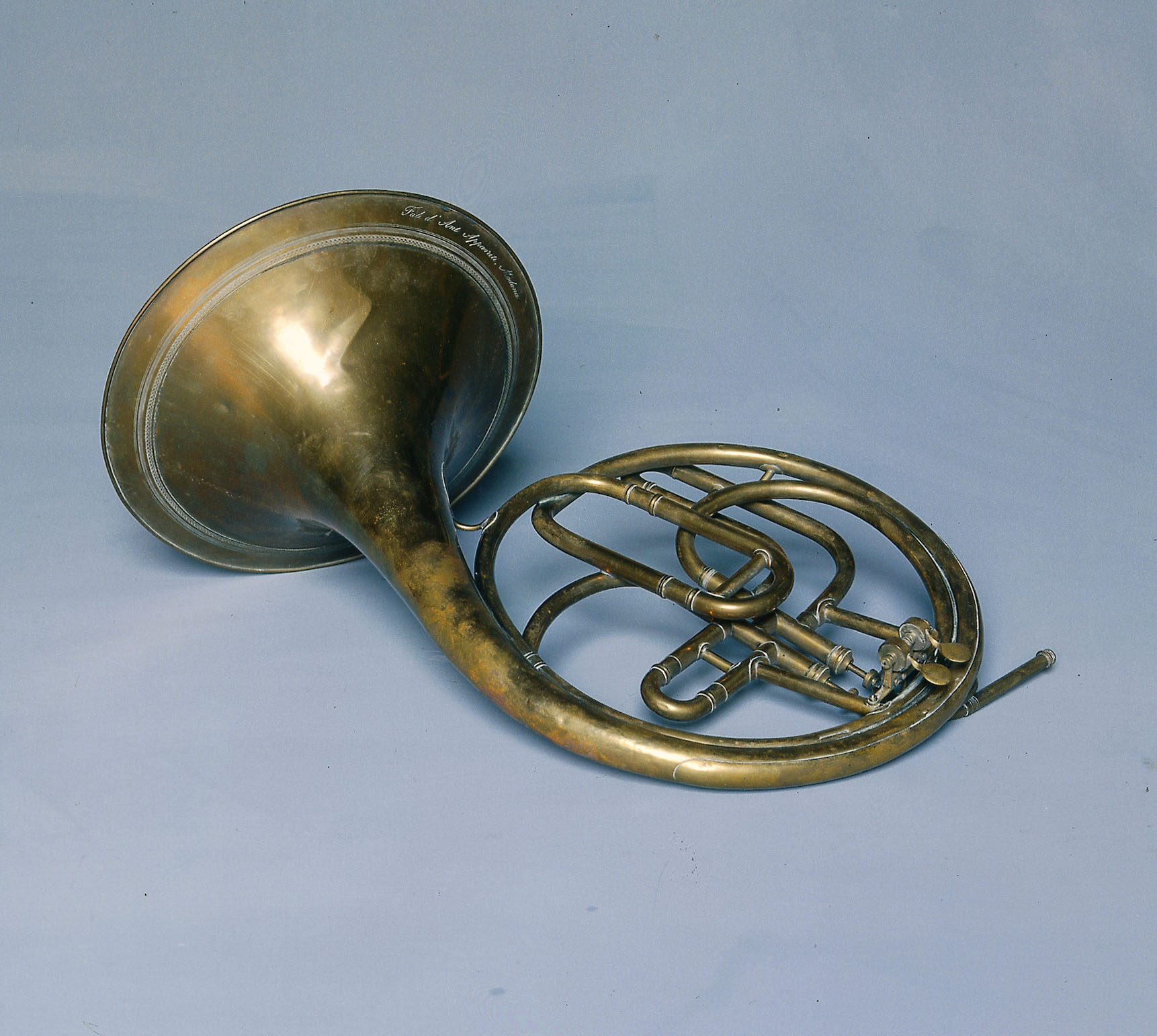
Antonio Apparuti, Corno in Sib alto, Museo civico di Modena, 1831-1845

- il corno doppio in Fa/Si♭, il modello di uso più comune che combina una buona maneggevolezza ad un'ampia estensione e agevolezza timbrica. Le pompe dei corni in Fa e in Si♭ possono essere comunicanti o indipendenti: nel primo caso si parla di corno doppio compensato, con peso ridotto ma anche intonazione più difficile da regolare;
- il corno triplo in Fa/Si♭/Fa acuto (più raramente Mi♭ acuto), uno strumento con la massima estensione e flessibilità timbrica che trova il suo limite nel peso e nella complicata costruzione e manutenzione. Anche i corni tripli possono essere strumenti compensati;
- il corno naturale, usato ancora da molti cornisti, sia per eseguire repertorio antico in maniera filologica, sia per comprendere i meccanismi di base dello strumento e ricreare il contesto in cui furono scritti molti importanti concerti. Sempre costruito in ottone, si tratta di un tubo arrotolato in grado di produrre suoni armonici, la cui fondamentale viene variata manualmente sostituendo le porzioni iniziali, dette "ritorte". A seconda delle dimensioni e del disegno del tubo, si individuano corni da caccia o trompe de chasse, corni barocchi, corni classici e corni romantici;

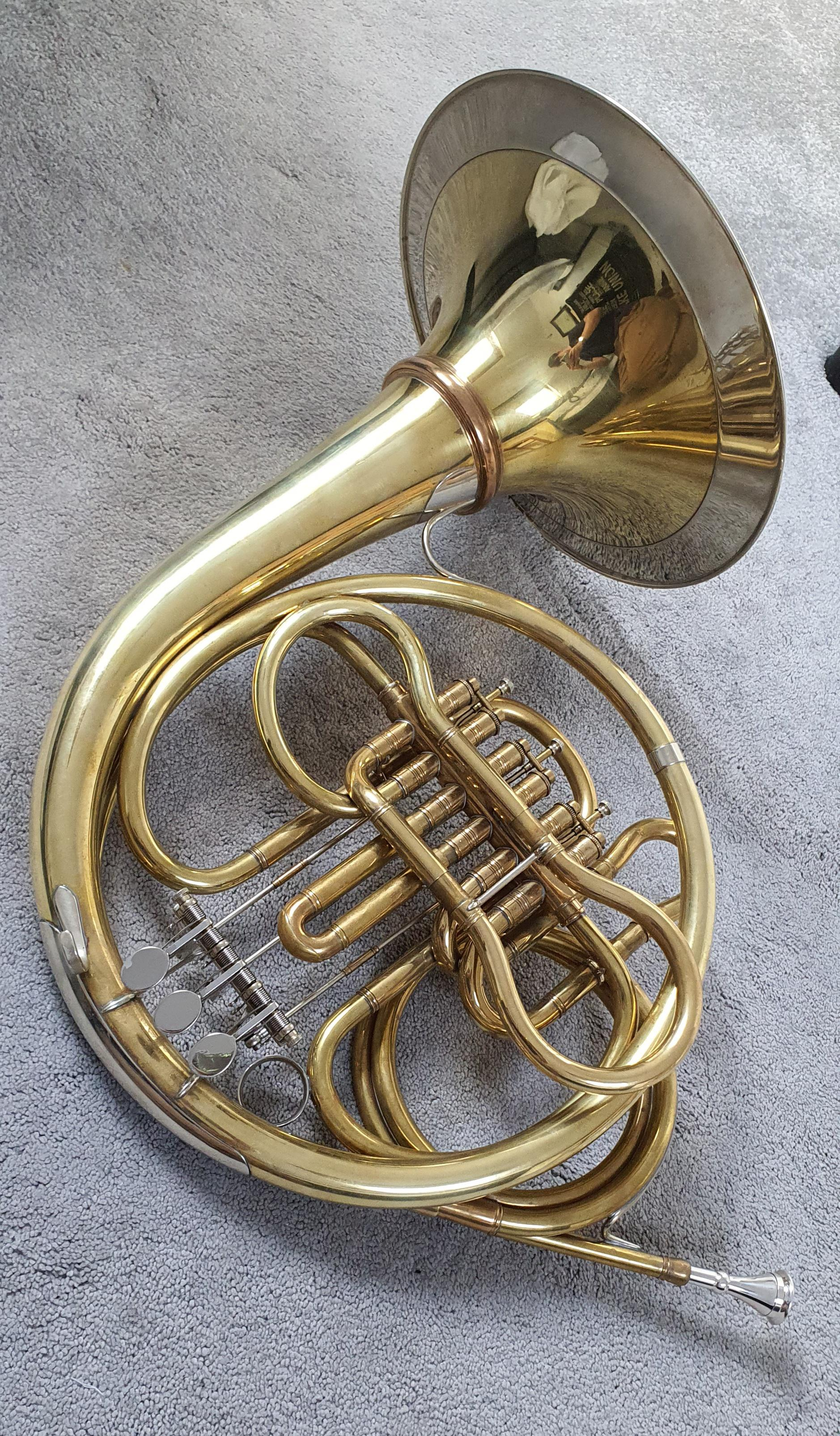
Corno viennese del costruttore Daniel Kunst, Brema.

- il Corno Viennese o "Pumpenhorn", suonato tradizionalmente a Vienna e nelle regioni limitrofe, disegnato sul modello dei corni di fine Ottocento. Si tratta di un corno semplice in Fa con una particolare macchina a doppio pistone ideata da Leopold Ulhmann nel 1830. Il suo suono è molto particolare, e non uguale a quello dei corni doppi universalmente diffusi, il che ne giustifica il mantenimento in uso col passar del tempo nonostante le maggiori difficoltà esecutive. A destra abbiamo il sistema di corno doppio.

## Timbro
Il timbro è versatile e molto caratteristico: può essere soffice e profondo, meditativo, pieno e pastoso, ma anche squillante e brillante, travolgente, maestoso ed eroico. Più lo strumento è piccolo e più il suono è chiaro, infatti il corno semplice in Si♭ ha un suono meno profondo di quello in Fa. Tradizionalmente ci sono due diverse configurazioni di costruzione del corno, che determinano suoni di differente concezione: i disegni "Kruspe" e "Geyer", dal nome dei progettisti. Entrambi tedeschi emigrati negli Stati Uniti, hanno dato vita a concezioni timbriche profondamente diverse.
Il suono originato dal modello Kruspe, idealizzato nel modello Conn 8D, è quello considerato "americano": più scuro e metallico, e con articolazione tendenzialmente meno definita. Il suono del modello Geyer è considerato invece più "europeo": più chiaro, morbido e arioso, e brillante, che permette articolazioni più definite. Negli Stati Uniti, nella seconda metà del Novecento, le orchestre sinfoniche di Philadelphia e New York usavano corni Kruspe, mentre l'orchestra sinfonica di Chicago i Geyer. I costruttori nel tempo hanno contribuito comunque a creare numerose varianti dei disegni originari, ognuna che dona caratteri diversi al timbro, spesso ibridando i sistemi e ottenendo alcuni degli strumenti oggi più diffusi.
Inizialmente in Europa i due modelli originali erano egualmente diffusi; tra i due oggi si tende a preferire il Geyer per via delle caratteristiche timbriche, che lo rendono affine sia alla sezione ottoni, posizionandosi come "anello mancante" fra le trombe basse e i tromboni, sia alla sezione legni, per la limpidezza e morbidezza di suono che è in grado comunque di produrre.

## Membri della famiglia del Corno
Così come la famiglia dei clarinetti, dei sassofoni o dei flicorni, anche il corno ha altri strumenti affini che ne completano e agevolano l'esecuzione di determinati registri.
- la tuba wagneriana singola (bassa in Fa o tenore in Si♭) o doppia come il corno attuale (in Fa/Si♭ con ritorta azionabile). Suonata generalmente da cornisti, ha una costruzione verticale, simile a quella delle tube e perciò erroneamente definita tuba wagneriana: infatti sarebbe più corretto il nome corno wagneriano o ancor meglio corno basso viste le sue caratteristiche. Questo strumento facilita l'esecuzione nel registro più grave, tanto è vero che Wagner lo ideò pensando ad uno strumento con le caratteristiche timbriche del corno nel registro grave di un trombone basso. Strumento abbastanza raro che trova impiego sistematico, oltre che nelle opere del suo ideatore, anche in quelle di Bruckner e Strauss; più raramente in quelle di Stravinsky e di alcuni compositori minori.

## Notazione
Il corno è oggi uno strumento traspositore in Fa e Si♭. 
Viene scritto in chiave di violino, ma per il registro grave si utilizza talvolta la chiave di basso. Secondo una convenzione ottocentesca, la trasposizione, per cui il cornista per cambiare l'intonazione del corno cambiava le ritorte del Corno in Re con quelle del Corno in Mi una quarta sotto: oggi invece si traspone più coerentemente in entrambe le chiavi di una quinta.
Nelle partiture per corno naturale, la trasposizione veniva scritta, con l'indicazione eventuale "muta in…" se il cornista doveva cambiare ritorta): il compositore trasponeva quindi le parti in modo da avere una corrispondenza univoca tra armonico e nota scritta (il Do scritto corrispondeva sempre alla tonica; il Do sotto al rigo, sempre al quarto armonico), ponendo quindi in secondo piano il suono effettivo che usciva dallo strumento (come i clarinettisti quando passano dal clarinetto in Sib a quello in La). Gli accidenti in chiave non venivano notati.
Per pratica professionale, i cornisti d'oggi, specialmente in Italia, sono abituati a pensare in note reali, usando mentalmente la chiave di mezzosoprano ed aggiungendo un bemolle all'armatura quando leggono le parti in Fa. Inoltre usano normalmente il corno in Fa/Si♭ anche per eseguire brani per corno naturale scritti secondo l'antica convenzione; sono quindi pronti ad eseguire qualsiasi tipo di trasposizione. Questa pratica è comunque personale, non viene richiesta ufficialmente. I cornisti possono benissimamente trasportare a mente senza immaginare la chiave di mezzosoprano o usare altri metodi di trasporto.

## Estensione

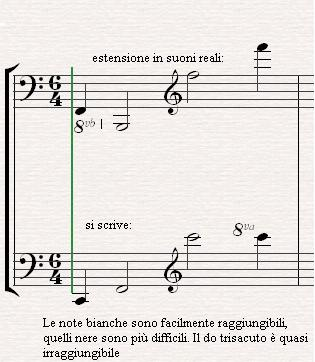
Estensione del corno

A causa del lungo passato del corno caratterizzato dall'uso delle ritorte, l'estensione dei corni naturali sono sempre state da relazionare alla tonalità della ritorta usata e dalle richieste dei compositori. La duplice attitudine del corno agli accompagnamenti armonici e all'uso solistico quasi sempre costituivano un parallelismo con l'altezza della notazione utilizzata. Nei primi casi venivano evitati quasi sempre i registri più acuti e più gravi, preferendo suoni appartenenti al registro più caratteristico dello strumento, dove le note risultano meglio articolabili, più facilmente intonabili e con un buon timbro dolce o potente a seconda dell'occorrenza.
Nell'uso solistico, riferito sempre alle epoche antecedenti l'invenzione del corno doppio, i compositori hanno dato più sfogo alla loro inventiva e alle potenzialità dello strumento; specialmente in epoca barocca, l'uso delle ritorte permise di ricercare passaggi virtuosistici molto spinti verso l'alto, potendo utilizzare un maggior numero di armonici. Alcuni esempi si trovano nel Concerto per corno in Re Maggiore di Leopold Mozart, in cui viene richiesto di raggiungere il Sol5 (parlando per note reali), che per il corno odierno in Fa corrisponde al Re sopra il pentagramma, oppure nell'aria per soprano della cantata BWV 14 di Johann Sebastian Bach Wär Gott nicht mit uns diese Zeit, in cui al cornista si richiede più volte di raggiungere il Do6, scritto come diciottesimo armonico del corno in Sib acuto.
Degna di nota è anche la Sinfonia 51 in Si♭ maggiore di Haydn, in cui al corno sono assegnati sia frammenti solistici che accompagnamenti tra i più gravi (La0) e i più acuti (La♭4) mai scritti per questo strumento, e risulta essere una delle prime opere in cui l'estensione del secondo corno supera le tre ottave. In epoca classica, romantica e tardoromantica la ricerca per ampliare all'estremo il registro del corno si è interrotta, e i compositori optarono per la valorizzazione del registro centrale e di quelli immediatamente consecutivi, che raggiunsero l'apice grazie ai contributi di Mozart, Strauss, Beethoven, Wagner, Rossini e altri. Si parla di suoni compresi all'incirca tra Fa1 e Fa4.
Nel frattempo, con l'invenzione del corno doppio in Fa e Si♭ e successivamente del corno triplo, l'estensione è andata via via standardizzandosi, arrivando dal Mi contrabbasso (Mi0), scritto Si contrabbasso e raggiungibile col corno in Si♭ in settima posizione, fino al Fa bisacuto (Fa5) che per il corno viene scritto come Do bisacuto, quindi 5 ottave complete. I registri estremi, non sempre raggiungibili da chiunque, di solito sono tipici dei passaggi virtuosistici, come nel famoso Konzertstück per 4 corni e orchestra di Schumann in cui viene raggiunto il La4. Nella letteratura moderna per orchestra sinfonica e per gruppi di fiati, i compositori raramente escono dal registro privilegiato in epoca classica, sostanzialmente per gli stessi motivi di intonazione, di attacco dei suoni e di caratteristiche timbriche. In molti lavori di musica da camera contemporanei invece, la ricerca per allargare l'estensione del corno è proseguita, come nelle opere di György Ligeti.